# 甘州ウイグル王国

甘州ウイグル王国

甘州回鶻（ピンク）の位置。

甘州ウイグル王国（かんしゅうウイグルおうこく）は、9世紀から1028年にかけて甘州（現在の中華人民共和国甘粛省張掖市）を中心に、回鶻（ウイグル）の残党によって建てられたオアシス都市国家。中国史書では甘州回鶻、古代ウイグル文書ではヤグラクル国(Yaγlaqür eli)と表記される。

## 歴史

### 河西ウイグル
840年（開成5年）に回鶻可汗国が崩壊すると、いくつかのグループは各テギン（王子）を擁して各地へ散らばった。このうち、吐蕃に亡命したグループは吐蕃から吐蕃領となっていた河西地方に住むことを許され、その北辺であるエチナ地方で遊牧生活を始める。この河西ウイグルはしばらくの間河西に先住する定住民と衝突することなく遊牧に従事していたが、30年が過ぎると人口も増え、周辺住民に掠奪行為などの危害を加えるようになった。874年にはそれが原因であろうか、吐谷渾と嗢末によって撃退されている。

### 甘州ウイグル王国の成立

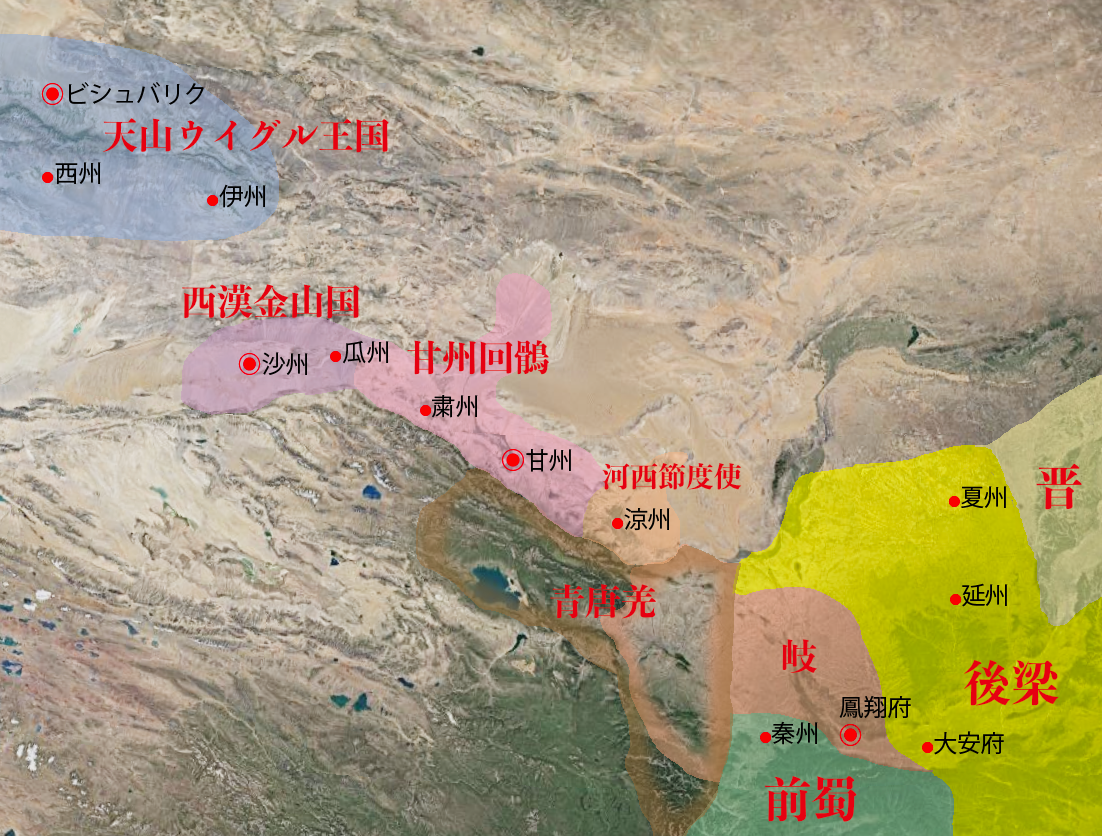
910年頃の河西回廊の国々。

870年代～880年代の時点ではまだ甘州を占領していなかった河西ウイグルも、890年代に起きた沙州（現在の敦煌市）の張氏政権の内紛に乗じて甘州を占拠し、いわゆる甘州ウイグル王国（甘州回鶻）と呼ばれるオアシス定住国家を建国する。
902年（天復2年）、甘州ウイグル王国は相次ぐ叛乱で衰退しきっていた唐朝に上奏し、援兵派遣の用意があることを伝えた。しかし、かつて回鶻に安史の乱を鎮圧してもらった後の回鶻の専横に頭を痛めたことのある唐朝はその申し入れを断った。その5年後である907年（唐:天祐4年、後梁:開平元年）、唐朝は後梁に禅譲して滅亡する。

### 西漢金山国と
甘州ウイグル王国は建国以来、その隣国である沙州の西漢金山国と友好関係にあったが、906年（天祐3年）を境に両国は戦闘を交えるようになり、兵・民ともに犠牲者が増大していった。この問題に対処するため、911年（開平5年）に沙州の住民1万人が甘州のウイグル可汗に嘆願書を送り、甘州ウイグル王国と西漢金山国を和平に導いた。このときの講和条約として、甘州の権知可汗（仁美）は父となり、沙州の白衣天子（張承奉）は子となることを認めさせた。この年の11月、甘州ウイグル王国は都督の周易言らを遣わして後梁に入朝した。

### 中国の五代王朝と
923年（後梁:龍徳3年、後唐:同光元年） に後梁が滅亡したため、権知可汗の仁美は翌年（924年）4月に都督の李引釈迦らを遣わして後唐に朝貢した。これに対し、後唐の荘宗は仁美を冊立して英義可汗とした。しかし、その11月に仁美が死去したため、弟の狄銀が代わりに立って可汗となる。
926年（同光4年）に狄銀が死去すると、阿咄欲が立ったが、一方で仁裕も権知可汗の位に就いており、互いに後唐に遣使を送って朝貢をした。明宗は928年（天成3年）3月、仁裕を冊立して順化可汗とした。その後も順化可汗仁裕は後唐に朝貢を続けた。
936年（天福元年）、後唐に代わって後晋が成立すると、順化可汗仁裕は後晋に朝貢するようになり、939年（天福4年）には奉化可汗に冊立された。一方の阿咄欲は後晋の高祖の在位中（936年 - 942年）に死去するが、奉化可汗仁裕はその後も中国の五代王朝に朝貢し続けた。

### 沙州の曹氏敦煌王国と

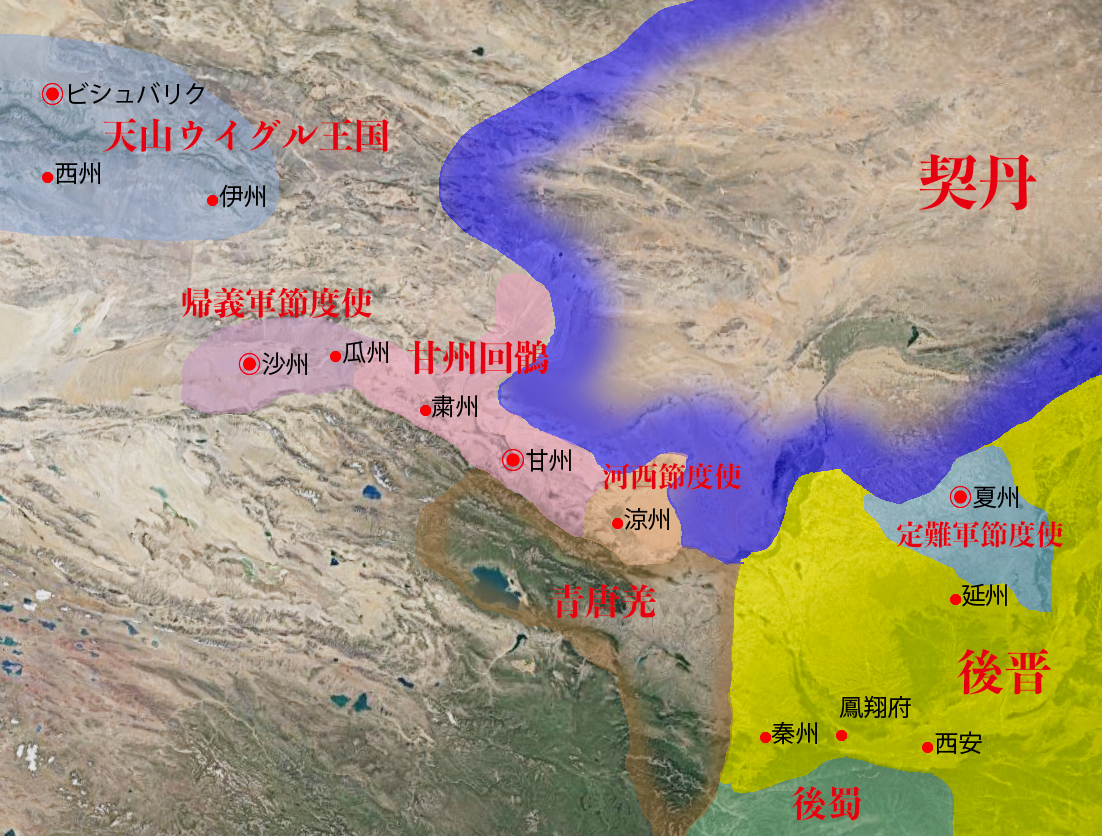
940年頃の河西回廊の国々。

911年（天祐3年）以降、西漢金山国の張承奉は民心を失い、やがて沙州の張氏政権が倒れ、代わって曹氏政権が成立した。
930年（長興元年）、沙州帰義軍節度使（敦煌王）の曹議金は甘州に赴いて順化可汗仁裕と会談した。これによって両国は時の中国五代王朝に使節団（キャラバン）を送り込み、シルクロード交易を発展させた。しかし、936年（天福元年）から940年（天福5年）の間に甘州ウイグル王国が何らかの理由で沙州と中国の交通を遮断してしまう。
940年以降は沙州の朝貢が断続的になったものの、比較的両国の関係は良好に戻った。それは敦煌王の曹元忠が積極的に甘州の可汗と婚戚関係を結んだためである。

### 甘・沙州回鶻可汗
夜落隔密礼遏の代になると、甘州の可汗は甘・沙州回鶻可汗と呼ばれるようになる。甘・沙州ということは甘州のみならず、沙州をもその支配下に置いたかのように思われるが、真相は明らかではない。考えられることは、沙州の曹氏政権が甘州ウイグルの支配下に入ったか、甘州と沙州が婚戚関係になったために二重政権になったか、単に甘州と沙州の使者が同時に中国に来るためか、である。

### 宋代と可汗王
禄勝の代になると、甘州の君主は可汗王と呼ばれるようになり、中国への朝貢も頻繁に行われた。この頃から甘州ウイグルの他に西州ウイグル・亀茲ウイグル・秦州ウイグルといったウイグル系の国家も中国の北宋に朝貢するようになる。

### 滅亡
11世紀に入ると、甘州ウイグル王国は夏州の定難軍節度使（のちの西夏）と何度か衝突するようになる。時に夏州の定難軍節度使は夏州のみならず、銀・綏・宥・静の計5州を支配下に置いており、1006年（景徳3年）には北宋より西平王に封ぜられるほど強盛となっていた。
1028年（天聖6年）、定難軍節度使の李徳明は息子の李元昊を派遣して甘州を襲撃させ、甘州を陥落させた。ここに甘州ウイグル王国は滅亡し、河西地方はまもなく西夏の一部となる。

## 習俗

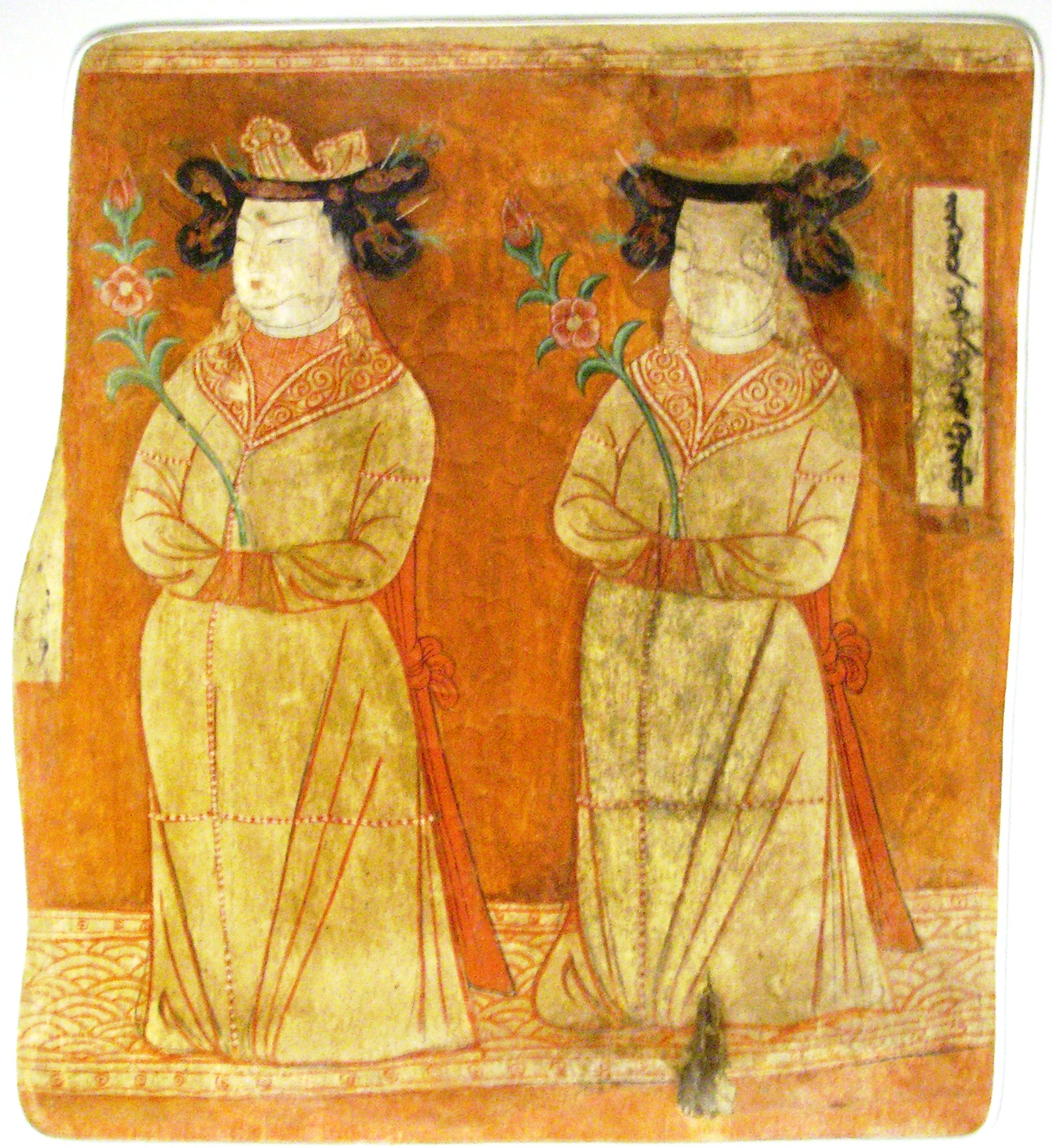
ベゼクリク千仏洞のウイグル貴婦人壁画。

### 生活
甘州ウイグルではかつての遊牧生活をすてて農業や商業に従事する者たちが増え、遊牧生活をする者の方がむしろまれになった。甘州ウイグル王国の住民はもとからいた漢人を始め、ウイグル人・吐蕃人・龍家などさまざまな民族が住んでおり、決してウイグル人のみだったわけではない。

### 政治
甘州ウイグル王国の君主は権知可汗といい、その妻は天公主といった。国の宰相は媚禄都督という。可汗は代々ヤグラカル氏が世襲し、遊牧生活をせず、城郭都市に定住した。

### 女性
婦人は高さ5～6寸の髻（もとどり）を結って髪飾りをつけ、中国の道服さながらの青衣をまとっていた。

## 歴代君主
権知可汗、甘・沙州回鶻可汗、可汗王
1. 英義可汗（仁美）（? - 924年）
2. 烏母主可汗（狄銀、テギン）（924年 - 926年）…仁美の弟
3. 夜落隔仁裕（阿咄欲、順化可汗、奉化可汗）（926年 - 959年）…仁美の弟
4. 夜落隔景瓊（959年 - ?）…仁裕の子
5. 夜落隔密礼遏（? - ?）
6. 夜落隔禄勝（? - ?）
7. 夜落隔（名は不明、忠順保徳可汗王）（? - 1016年）
8. 夜落隔帰化（1016年 - ?）
9. 夜落隔通順（帰忠保順可汗王）（? - ?）

## 参考資料
- 『旧五代史』（外国列伝二）
- 『新五代史』（四夷附録第三）
- 『宋史』（列伝第二百四十四 外国一、列伝第二百四十九 外国六）
- 『遼史』（本紀第二 太祖下、本紀第十五 聖宗六）
- 三上次男・護雅夫・佐久間重男『人類文化史4 中国文明と内陸アジア』（講談社、1974年）
- 榎一雄編『講座敦煌2 敦煌の歴史』（大東出版社、1980年、ISBN 978-4-500-00451-5）
- 山田信夫『北アジア遊牧民族史研究』（東京大学出版会、1989年、ISBN 4130260480）
- 小松久男『世界各国史4 中央ユーラシア史』（山川出版社、2005年、ISBN 463441340X）